# Yeren

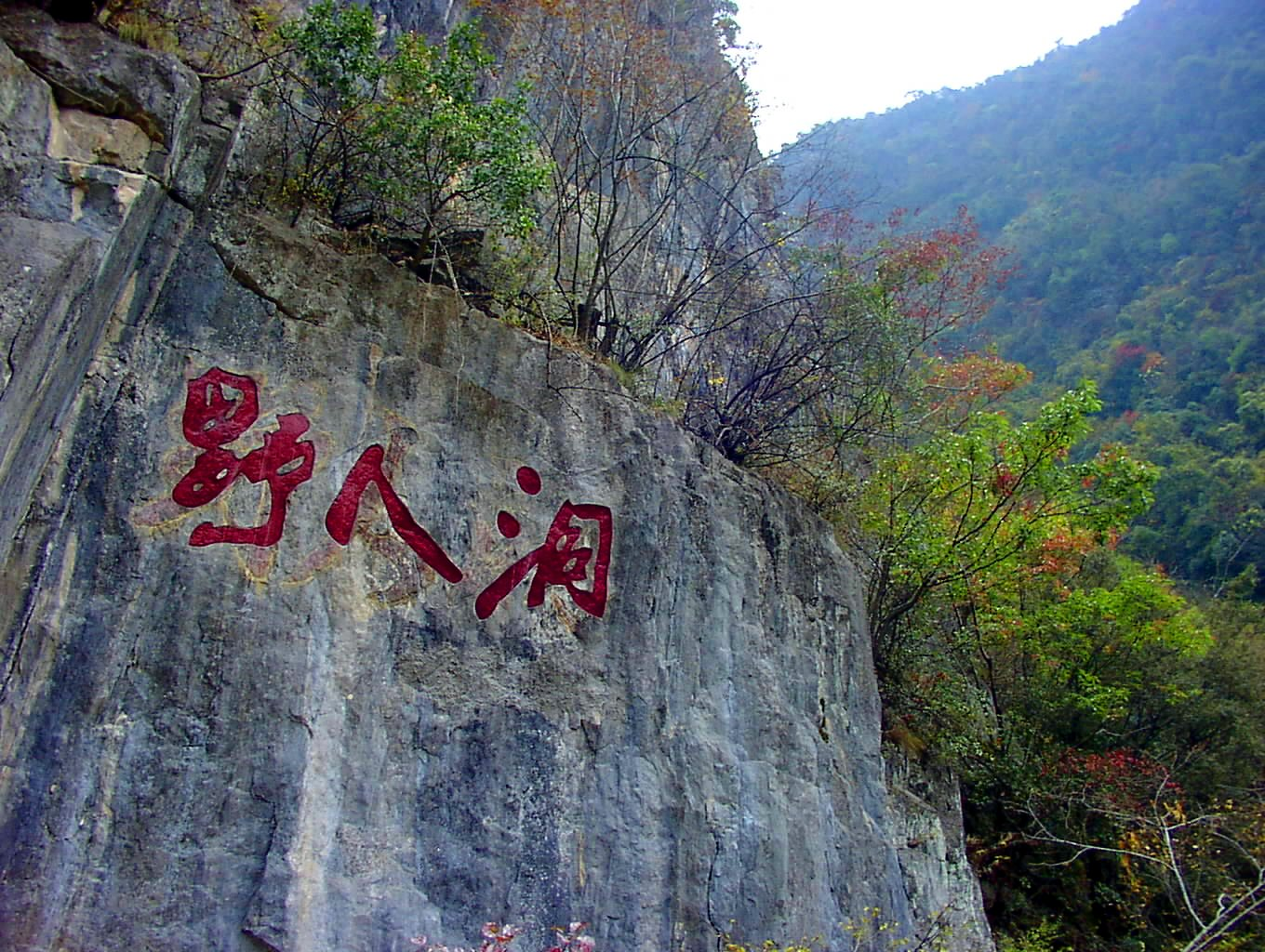
Iscrizioni dicenti "Cava dello Yeren", che aprono l'entrata alla parte occidentale della provincia di Hubei.

Lo Yeren (in cinese 野人, letteralmente "Uomo selvaggio") è una creatura leggendaria che si dice abiti nelle foreste desolate della provincia cinese di Hubei.

## Caratteristiche
Gli avvistamenti avvenutisi durante gli anni hanno permesso di tracciare una descrizione abbastanza dettagliata della creatura. Lo Yeren sarebbe dotato di una folta pelliccia di colore bruno-rossastro, ma talvolta è stato visto con il pelo bianco. L'altezza è molto statuaria, secondo la tradizione misura tra i 6 e 8 piedi, ma alcuni racconti riferiscono di altezza superiore ai 10 piedi (3,048 metri). 

## Avvistamenti
A partire dal 1920, anno in cui fu istituito il direttorato regionale di Hubei, si conta che siano stati registrati oltre quattrocento avvistamenti accertati. L'interesse per la creatura divenne ufficioso e un affare della regione. Intorno agli anni ottanta vennero infatti apposti manifesti che promettevano discrete ricompense a chi avesse portato prove che avrebbero attestato l'effettiva esistenza dell'animale.

## Ipotesi
I ricercatori credono che - se venisse provata l'esistenza della creatura - essa si potrebbe ritenere uno stretto parente del Gigantopiteco, primate estintosi durante il Pleistocene che abitò varie zone dell'odierna Hubei.
Altre teorie sostengono l'effettiva veridicità della leggenda, asserendo che si tratta di una specie bipede della famiglia Pongo (di cui fanno parte l'Orango del Borneo e l'Orango di Sumatra), nativa di queste regioni e poiché rara ancora sconosciuta.
La maggior parte della comunità scientifica si è espressa contraria, affermando la natura prettamente leggendaria della creatura, a sostenere la teoria è la ricca storia di fauna mitica che avrebbe abitato la foresta (uomini orso, orchi, ecc.).

## Nella cultura di massa
- Nel film Grosso guaio a Chinatown di John Carpenter fa una breve apparizione lo Yeren.
- Nella raccolta di novelle Racconti straordinari dello studio Liao di Pu Songling è scritto, in uno di questi racconti, di un avvistamento di una creatura identificabile con lo Yeren.